# 1162 Лариса
1162 Лариса (1162 Larissa) — астероїд головного поясу, відкритий 5 січня 1930 року.
Тіссеранів параметр щодо Юпітера — 3,051.